# Шринатхджи

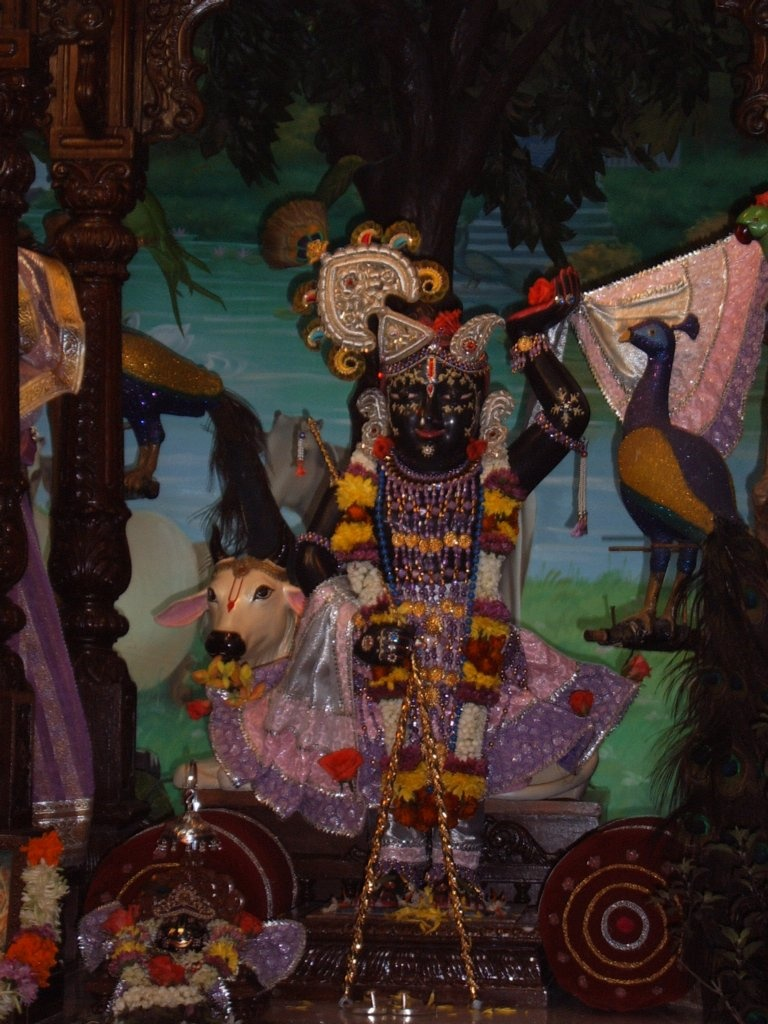
Божество Шринатхджи

Шрина́тхджи или Шри На́тхджи — известное индуистское божество Кришны в городе Натхдваре в Раджастхане. Является основным объектом поклонения в вайшнавской кришнаитской традиции пуштимарга, основанной ачарьей Валлабхой. Божество Шринатхджи изображает Кришну-ребёнка, поднимающего холм Говардхана мизинцем левой руки для защиты обитателей Вриндаваны от проливных дождей, посланных Индрой, — эпизод, описываемый в «Бхагавата-пуране». Культ Шринатхджи наиболее популярен среди гуджаратцев.
Изначально божество было обнаружено вайшнавским святым Мадхавендрой Пури в регионе Враджи, на священном холме Говардхане и затем установлено для поклонения на его вершине. В XVI веке, дабы защитить Шри Натхджи от антииндуистской кампании могольского императора Аурангзеба, разрушавшего индуистские храмы, божество было перенесено в Раджастхан. Согласно легенде, Кришна сам пожелал остаться в этом месте. Когда караван, перевозивший божество в безопасное место из Вриндаваны, остановился на месте будущего храма, колёса повозки, на которой находилось божество, глубоко увязли в грязи. Никакими усилиями повозку не удалось сдвинуть с места. Сопровождавший божество пуджари понял, что это была воля самого Кришны, пожелавшего остаться здесь. Вскоре на этом месте был построен храм, который с тех пор является важным местом паломничества. Огромное количество паломников приезжает сюда по большим индуистским фестивалям, в особенности в Кришна-джанмаштами. Пуджари, поклоняющиеся божеству в храме, являются потомками Валлабхи.